# Ganj Dareh
Ganj Dareh (Persiano: تپه گنج دره; "Valle del tesoro" in Persiano,  o "Collina e valle del tesoro" se tepe/tappeh (collina) viene aggiunto al nome) è un insediamento neolitico nella porzione iraniana del Kurdistan. Si trova nella parte orientale di Kermanshah, nei monti Zagros.
Scoperto nel 1965, è stato scavato dall'archeologo canadese, Philip Smith nel corso del 1960 e 1970, per quattro stagioni.
L'insediamento più antico sul sito risale a ca. 10.000 anni fa, e hanno prodotto la prima prova nel mondo dell'addomesticamento della capra.
I resti sono stati classificati in cinque livelli di occupazione, da A, nella parte superiore, fino a E.

## Note

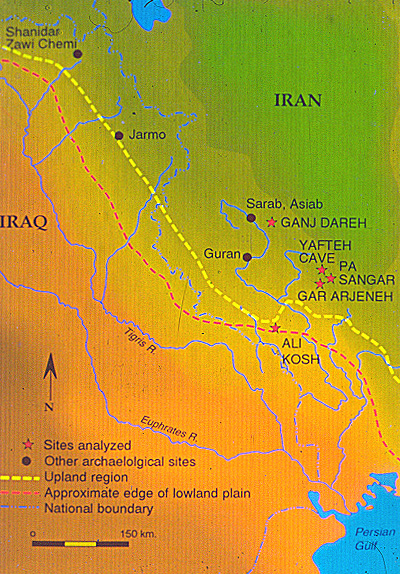
La mappa mostra l'ubicazione di Ganj Dareh e di altri luoghi vicini.